# Ager publicus
Pour les articles homonymes, voir Ager.
L’ager publicus doit être différencié de l’ager romanus. Littéralement, c'est le territoire qui appartient au peuple romain contrairement à l’ager romanus qui appartient à Rome. Le Decemviri Agris Dandis Adsignandis était le collège de magistrats spécialisé dans le contrôle et la distribution de l’ager publicus. En outre, il s'agit d'une terre confisquée par Rome. 

## Origine
La tradition romaine légendaire fait remonter la création de l'ager publicus à Romulus. Il aurait divisé le territoire romain (ager romanus) en trois parties :
- l'ager regius, ou domaine royal
- l'ager privatus, composé de lots distribués aux familles patriciennes
- l'ager publicus, pâturages à disposition collective des familles romaines

## Évolution
L’ager publicus s'est enrichi des territoires confisqués par Rome après conquête surtout à partir des guerres samnites. En théorie, lorsque Rome conquiert un royaume ou une cité, elle lui confisque environ 50 à 60 % de ses terres qui deviennent de l’ager publicus. S'ajoutent aussi à l’ager publicus les mines et les salines, dont les productions sont stratégiques pour l'État romain.

## Utilisation
L’ager publicus permet de produire les revenus réguliers dont a besoin l'État romain pour fonctionner et permet également l'implantation de colonies.
Ce n'est donc pas une terre vide d'hommes mais elle ne peut, en théorie, être possédée par quiconque en pleine propriété sauf cas exceptionnel. En effet, il arrive que l'État distribue gratuitement des lots d’ager publicus en remboursement d'une dette publique ou en récompense de services rendus comme le service militaire. Ainsi, à l'issue de la deuxième guerre punique, des terres de l'ager publicus du Samnium furent loties pour les vétérans de Scipion l'Africain. Les anciens propriétaires de terres confisquées pouvaient aussi en continuer l'exploitation, mais, selon la législation romaine, un colon ne pouvait posséder que la jouissance, la possessio, de la terre qu'il exploitait contre une redevance en nature, le vectigal, ou en espèces, le stipendium ou le tributum.
L'exploitation des mines et des salines de l’ager publicus pouvait être confiée à des cités où à des entrepreneurs privés contre redevance.

## Rôle politique
La question de l'appropriation de l'ager publicus ou question agraire anima de nombreux débats politiques à Rome sous la République romaine et fut avec la réforme des Gracques le début de la crise de la République romaine.